# Сборная Швеции по бейсболу
Сборная Швеции по бейсболу — сборная, представляющая Швецию на международных соревнованиях по бейсболу. Основана в 1957 году.
Швеция занимает 12 место в Европейском и 40 место в Мировом рейтингах. Бронзовые призёры чемпионатов Европы 1981,1993 годов. Участница и хозяйка первых Олимпийских игр, на которой впервые был продемонстрирован Бейсбол.

## Результаты
Чемпионат мира по бейсболу
| - 1994 : 15-е - 2005 : 16-е - 2009 : 19-е |

Чемпионат Европы по бейсболу
| - 1954 : не квалиф. - 1955 : не квалиф. - 1956 : не квалиф. - 1957 : не квалиф. - 1958 : не квалиф. - 1960 : 4-е - 1962 : 7-е - 1964 : 4-е - 1965 : 5-е - 1967 : 5-е - 1969 : 6-е |  | - 1971 : 8-е - 1973 : 5-е - 1975 : 5-е - 1977 : 5-е - 1979 : 4-е - 1981 : - 1983 : 5-е - 1985 : 4-е - 1987 : 5-е - 1989 : 4-е - 1991 : 7-е |  | - 1993 : - 1995 : 7-е - 1997 : 8-е - 1999 : 7-е - 2001 : 12-е - 2003 : 4-е - 2005 : 8-е - 2007 : 6-е - 2014 : 11-е |